# Susann Goksør Bjerkrheim
Susann Goksør Bjerkrheim (født Susann Goksør 7. juli 1970 på Lambertseter i Oslo) er en tidligere norsk håndboldspiller.
Bjerkrheim spillede 300 landskampe og scorede 844 mål for Norge, fra 1987 til 2000 og var landsholdets kaptajn fra 1993 til 2000. Hun har spillet flest landskampe for Norge gennem tiderne. Som klubspiller spillede hun for Nordstrand og Bækkelaget. I 2008 gjorde hun comeback for Nordstrand i kampen for at redde pladsen i eliteserien.
Hun har siden 1998 været gift med håndboldspilleren Svein Erik Bjerkrheim og som hun har to sønner med.
I efteråret 2006 var hun tilbage i rampelyset – denne gang som deltager i TV 2-serien Skal vi danse. Hun endte til sidst som nummer 2, slået af TV-producent og tulleprogramleder Kristian Ødegård. Hun var ekspertkommentator for NRK under sommer-OL i Beijing. I 2010 var hun med på 4-stjerners rejse på TVNorge sammen med Isabella Martinsen, Tom Nordlie og Kristian Valen og var med i Senkvelds underholdningskoncept "Camp Senkveld". Til dagligt arbejder Susann Goksør Bjerkrheim som konsulent.
Hun er uddannet på Norges idrettshøgskole.

## Karriere
Susann Goksør spillede for Bækkelagets Sportsklub i Oslo fra 1985 til 1997. Hun blev cupmester med klubben i 1994 og 1996/97. Både i 1994 og 1995 npåede Bækkelaget frem til finalen i den europæiske cupturnering, men tabte med 43-45 mod tyske Buxtehuder. Året efter tabte de igen, da de fik fære EHF-cupen på færre bortemål enn Debrecen for Ungarn.
Efter en intern strid i Bækkelaget forlod Goksør, klubben i foråret 1997 der på daværende tidspunkt havde spillere som fx Kjersti Grini og Heidi Tjugum. Fra 1997 til 2000 spillede hun for Nordstrand Idrettsforening, som også stammer fra Oslo. Hun gik på pension efter de Sommer-OL i Sydney i efteråret 2000. I 2008 gjorde hun et kortvarig comeback for Nordstrand i et forsøg på at redde holdet fra at rykke ned fra den øverste liga.

## Meritter med landsholdet
- OL 1988 –  Sølv
- VM 1990 – 6.-plads
- OL 1992 –  Sølv
- VM 1993 –  Bronze
- EM 1994 –  Bronze
- VM 1995 – 4.-plads
- EM 1996 –  Sølv
- OL 1996 – 4.-plads
- VM 1997 –  Sølv
- VM 1999 –  Guld
- OL 2000 –  Bronze

## Klubber
- 1985-1997 :  Bækkelagets Sportsklub
- 1997-2000 :  Nordstrand Idrettsforening